# Tokelau (grupa etniczna)
Tokelau – rdzenna ludność archipelagu Tokelau (nowozelandzkie terytorium zależne Tokelau oraz Swains Island w Samoa Amerykańskim), odłam Polinezyjczyków. W 1990 roku ich liczebność wynosiła ok. 4 tys., z czego połowa mieszkała w Nowej Zelandii. Posługują się językiem tokelau, blisko spokrewnionym z samoańskim; w użyciu są także także języki angielski i samoański. 
Tradycyjne zajęcia Tokelau to m.in. rybołówstwo i rzemiosło (plecionkarstwo i rzeźba w drewnie). Większość Tokelau wyznaje protestantyzm (ok. 67%), pozostali są katolikami. Kultura tradycyjna bliska kulturze Samoańczyków; sam język tokelau znalazł się pod wpływem samoańskim.
W związku z trudnymi warunkami naturalnymi na archipelagu (m.in. niedobór wody pitnej) opracowano program stopniowego przesiedlania Tokelau na Nową Zelandię.